# 宇野幸二郎
宇野 幸二郎（うの こうじろう、1982年5月6日 - ）は、日本の俳優。演技・発声指導者。神奈川県出身。

## 来歴
IT関連の職を経て、2008年にシェイクスピア・シアター入団。主役級俳優として数多くの舞台に出演するほか、全国各地の高校・大学でのシェイクスピア上演および演劇交流講演に参加。2012年よりフリーになる。東京演劇教室主宰。

## 出演

### 舞台
- ヴェニスの商人 - 文化庁トップレベルの舞台芸術創造事業公演
- 冬物語
- お気に召すまま - 文化庁トップレベルの舞台芸術創造事業公演
- ペリクリーズ - 主演
- 夏の夜の夢（ウェスティホールほか） - 主演
- じゃじゃ馬ならし - 主演
- シンベリン
- 間違いの喜劇（びわ湖ホール） - 主演
- ミュージカル・ハロー・プリンス（マーク・トウェイン）
- エビスくん（重松清）
- 十二夜
- ハムレット
- こころ（夏目漱石）

ほか多数

### 映画
- Father 〜この手を伸ばせば〜

### テレビドラマ
- フジテレビ 赤川次郎原作 毒〈ポイズン〉